# ایلنا
خبرگزاری کار ایران یا ایلنا (به انگلیسی: ILNA مخفف Iran Labour News Agency)، یکی از خبرگزاری‌های رسمی ایران است که از پنجم اسفند ماه سال ۱۳۸۱ شروع به فعالیت کرده است.
ایلنا از خبرگزاری‌های غیردولتی در ایران محسوب می‌شود که تحت حمایت خانه کارگر جمهوری اسلامی ایران فعالیت خود را آغاز کرد.

## آغاز به کار
این خبرگزاری ۵ اسفند ۱۳۸۱ فعالیت خود را آغاز کرد. نخستین مدیر عامل آن مسعود حیدری بود. مسعود حیدری پیش از آن دبیر اجتماعی خبرگزاری ایسنا بود. پس از دوم خرداد و ایجاد تحرک در جامعه مدنی ایران و فضایی نسبتاً آزادتر، روزنامه‌های فراوانی منتشر شدند و نیاز به منابع جدید خبری (خبرگزاری‌ها) فزونی یافت. در این بستر پیشتر در سال۱۳۷۸ُ ایسنا (خبرگزاری دانشجویان ایران) در بستر جهاد دانشگاهی با ویژگی دانشجویی بودن، راه‌اندازی شده‌بود؛ هر دو نهاد دانشجویی-کارگری از حامیان اصلاحات محمد خاتمی رئیس‌جمهور وقت به‌شمار می‌رفتند اما در عین حال رویکردی انتقادی به برخی رویه‌های دولت اصلاحات نیز داشتند مانند برخورد با تجمعات کارگری یا وقایعی که منجر به حوادث کوی دانشگاه شد.
خبرگزاری کار اخبار برخوردهای نهادهای اطلاعاتی با هواداران سندیکاهای کارگری را پوشش می‌داد؛ این موضوع خصوصاً پس از راه‌اندازی سندیکای کارگران شرکت واحد تهران و برنامه‌های آنان به رهبری منصور اسانلو بیشتر عیان شد.

## توقیف
خبرگزاری کار ایران در میان همه خبرگزاری‌های تازه تأسیس استقلال بیشتری نسبت به حکومت داشت. با روی کار آمدن دولت محمود احمدی‌نژاد و قطع همه حمایت‌ها از این خبرگزاری و منبع آن، خانه کارگر، این استقلال و در واقع فاصله بیشتر شد. دولت پخش بن‌های کارگری را که منبع درآمدی برای خانه کارگر بود از کنترل این نهاد خارج کرد و از ارائه کمک ۳۰۰ میلیون تومانی که به سایر خبرگزاری‌ها پرداخت شده بود نیز استنکاف ورزید، صفار هرندی وزیر ارشاد محمود احمدی‌نژاد «عدم همراهی» با نظام را علت عدم کمک به ایلنا ذکر کرد. تضییقات مالی دولت اگر چه به تعطیلی این خبرگزاری منجر نشد، اما مشکلات فراوانی در پرداخت حقوق پرسنل و ادامه کار آن ایجاد کرد.
فروردین ۸۵ اعلام شد که ایلنا و ایسنا بخش عمده‌ای از نیروهای خود را به بهانه تعدیل و در واقع برای جلب نظر دولت اخراج کرده‌اند و در ترکیب پرسنل خود تعییرات گسترده‌ای را به وجود آورده‌اند. علاوه بر این خودسانسوری نیز برای تأمین نظر دولت در این خبرگزاری‌ها افزایش یافته بود.  در همین حین بود که خبرگزاری ایلنا در ۱۵ آبان ۸۵ اخبار مربوط به کشته شدن چند کارگر در جریان حمله پلیس به اعتراضات کارگری در بندر دیلم را پوشش داد. کشته شدن این کارگران به انتقاد از وزیر کشور منتهی شد.
دولت ابتدا حضور خبرنگاران ایلنا را در جلسات سخنگوی دولت الهام را ممنوع کرد. روابط عمومی ایلنا نیز در پاسخ به این اقدام در سایت خود نوشت،: «نظر دولت را نمی‌توانیم منتقل کنیم، نظر مردم را که می‌توانیم.» چند روز پس از این وقایع در ۲۱ آبان ماه ۸۵ خبرنگار ایلنا هنگام تهیه خبر از اعتراضات کارگری در مقابل نهاد ریاست جمهوری اسلامی بازداشت شد که مسعود حیدری مدیر عامل خبرگزاری در کنفرانس مطبوعاتی ۴ آذر ۸۵ از کنترل رسانه‌ها در ایران انتقاد کرد و گفت که کوچک‌ترین جزئیات مربوط به این رسانه توسط دولت کنترل می‌شود. وی افزود: «تلاش آشکاری صورت می‌گیرد تا جلوی کارکرد خبرگزاری کار گرفته شود و حتی خبرنگاران ایلنا از حضور در دفتر ریاست جمهوری منع شده‌اند.»
در ادامه فشارهای نهادها امنیتی بر مسوولین خبرگزاری ایلنا، این خبرگزاری میان تغییر مدیریت یا توقیف مخیر شد. هم چنین اخطار داده شد تا ایلنا از انعکاس اخبار دانشجویی خودداری کند. در نتیجه مسعود حیدری که از ابتدا مسولیت این خبرگزاری را بر عهده داشت ۱۲ تیر ماه استعفای اجباری را پذیرفت تا بلکه از تعطیلی ایلنا جلوگیری کرده باشد. وی در متن استعفانامه خود آورده بود: «اینجانب به عنوان کوچک‌ترین عضو «ایلنا» و کسی که خدمت و حضور در آن مجموعه برایم والاترین افتخار دوران زندگی‌ام محسوب می‌شود و هیچ‌گاه حاضر نبوده و نیستم آن را با هیچ چیز معاوضه کنم، برای آنکه حضورم لطمه و آسیبی، بیش از آنچه پیش آمده متوجه این مولود مبارک نسازد، از مسوولیت خود به عنوان «مدیرعامل خبرگزاری کار ایران (ایلنا)» استعفا داده و «ایلنا» ی عزیز و گرامی را به صاحبش می‌سپارم و از خداوند قادر متعال می‌خواهم که این نهاد ارزشمند و سراسر برکت را از گزند همه آسیب‌ها و ابتلائات دور و مصون بدارد.»
پس از استعفای حیدری، ایلنا نیز فعالیت‌های خود را متوقف کرد که از سوی برخی منابع اعتراض پرسنل به تغییر مدیریت و از سوی برخی دیگر توقف خود خواسته فعالیت خبرگزاری برای مدتی محدود اعلام شد.
ایلنا که در گیر و دار تغییر مدیریتی قرار داشت، ناگهان با طرح شکایت وزارت علوم به دلیل پوشش دادن اخبار اعتراضات دانشجویی فیلتر شد.
۲۰ تیرماه سید ابوتراب فاضل از سوی اعضای هیئت مدیره خبرگزاری ایلنا به‌عنوان مدیرعامل جدید آن معرفی شدو ایلنا نیز با انتشار مصاحبه وی عملاً فعالیت خود را از سر گرفت اما همان روز یک مقام قضایی در مصاحبه‌ای با ایسنا گفت که این سایت برای جلوگیری از تکرار جرم فیلتر شده است. اعلام رسمی فیلترینگ ایلنا، توقیف رسمی آن از سوی قوه قضائیه تلقی شد و این خبرگزای نیز از ادامه فعالیت بازماند.
تابستان ۸۶ به جز ایلنا دو رسانه غیردولتی دیگر روزنامه‌های شرق و هم میهن نیز توقیف شدند. وزیر ارشاد ۶ مرداد ۸۶ ادعا کرد که: «این توقیف‌ها با دخالت مستقیم دستگاه قضایی انجام شده و در این زمینه وزارت فرهنگ و ارشاد اسلامی هیچ دخالتی نداشته است.»
۱۶ مرداد، ۱۱۲ تن از نمایندگان مجلس در نامه‌ای به رئیس قوه قضائیه نسبت به توقیف ایلنا، هم میهن و  شرق اعتراض کردند.
۳۱ مردادماه سید جلال یحیی زاده عضو کمیسیون فرهنگی از بررسی پرونده هم میهن و ایلنا در جلسه مشترک با وزیر ارشاد خبر داد، اما وی بعد از این جلسه اظهار داشت که بررسی مشترک به نتیجه‌ای نرسیده است.
با وجود آنکه وزارت کار یک از شکات اصلی ایلنا محسوب می‌شد اما جهرمی وزیر کار وقت ادعا کرد که وزرات خانه مطبوع وی شاکی ایلنا نیست این در حالیست که براساس شکایت وزارت کار در شعبه ۱۰۵۹ دادگاه عمومی نیز پرونده‌ای تشکیل شده بود.
شهریور ماه رسانه‌ها گمانه زنی‌هایی منتشر ساختند که ممکن است فعالیت ایلنا از سر گرفته شود و این خبرگزاری پیش از جلسه دادگاه خود آغاز به کار کند. آنان به دستور هاشمی شاهرودی برای پیگیری موضوع ایلنا اشاره می‌کردند و برهمین اساس معتقد بودند که با این دستور امکان آغاز مجدد فعالیت ایلنا دور از ذهن نیست. این در حالیست که در دستگاه اجرایی و قضایی جمهوری اسلامی همه این گونه پیگیری‌ها سرنوشتی جز اتلاف وقت نداشته است.
اما علیرضا محجوب از اعضای خانه کارگر و رئیس هیئت مدیره ایلنا احتمال گشایش در پرونده ایلنا را رد کرد و گفت که نمایندگان دولت چندین وکیل خبره انتخاب و پرونده‌های قطوری را برای این خبرگزاری ایجاد کرده‌اند.
محمد مهدی زاهدی نیز چند روز بعد گفت که وزارت خانه مطبوع وی به هیچ وجه شکایت از ایلنا را پس نمی‌گیرد. وی پیگیری وضعیت دانشجویان ستاره دارد را علت شکایت این وزارتخانه علیه ایلنا اعلام کرد.
وضعیت پیچیده خبرگزاری کار ایران هر روز ابعاد جدیدی به خود می‌گرفت و حتی اینطور عنوان شد که ممکن است ایلنا برای همیشه تعطیل شود اما مسعود حیدری، مدیرعامل سابق ایلنا که شکایت‌ها در دوره مسئولیت وی به ثبت رسیده بود در مصاحبه‌ای، تعطیلی همیشگی ایلنا را رد کرد و گفت که در خواست رفع فیلتر از ایلنا را به قاضی دادگاه ارائه داده است.
توقیف ایلنا با اعتراضات فراوان تشکل‌های کارگری، مطبوعاتی و احزاب مواجه شد و بیانیه‌های مختلفی در این رابطه صادر گردید. خبرنگاران و روزنامه نگاران نیز در نامه‌ای به صفار هرندی وزیر وقت ارشاد، ضمن تبریک روز خبرنگار رفع توقیف از این خبرگزاری را خواستار شدند.

### ادامه توقیف و آغاز محاکمه
۸ مهر ۸۶ اولین جلسه محاکمه مسعود حیدری برگزار شد و بر خلاف گمانه زنی‌های خوشبینانه پیشین، ایلنا اجازه آغاز به کار نیافت. اتهامات حیدری نشر اکاذیب به قصد تشویش اذهان عمومی، اضرار به غیر و افتراء بود. فردی به نام حنیف ستاریان که از اعضای انجمن اسلامی محسوب می‌شد و دانشجویان امیر کبیر وی را به همراه بسیج دانشجویی و رئیس دانشگاه از عوامل جعل نشریات دانشجویی می‌دانستند نیز شکایتی حقیقی را از ایلنا مطرح کرده بود.
محمد شریف وکیل ایلنا ۹ آذر ۸۶ گفت که دادگاه تا کنون اقدام قضایی خاصی را صورت نداده است.
نزدیک به ۵ماه از تعطیلی ایلنا گذشته بود که جمعی از روزنامه نگاران در بیانیه‌ای به ادامه وضعیت ایلنا و فشار بر مطبوعات اعتراض کردند اما این بیانیه اعتراضی نیز گشایشی در وضعیت ایلنا ایجاد نکرد.

### رفع توقیف
نزدیک به ۱۴ماه پس از توقف فعالیت ایلنا، با حکم شعبه ۱۰۸۳ دادگاه عمومی تهران خبرگزاری کار ایران رفع فیلترینگ شد و پس از چندی فعالیت خود را از سر گرفت. خبرگزاری کار ایران با مدیرعاملی ابوتراب فاضل و برخورداری از تیمی کاملاً حرفه‌ای مجدد قدم به دنیای رسانه‌ها گذاشت و در دهمین دوره انتخابات ریاست جمهوری نیز نقشی به یاد ماندنی از خود برجای گذاشت. این خبرگزاری با پوشش کامل اخبار نامزدهای این انتخابات به عنوان یک رسانه مستقل عرض اندام کرد اما با مشخص شدن نتایج آرای انتخابات و وقایع پس از آن تصمیم گرفت که با آرامش بیشتری به فعالیت خود ادامه دهد.
اما به نظر می‌رسد که روند فعالیت ایلنا مورد پسند برخی از مسوولان نهادهای اطلاعات و قضایی نبود که با اعمال فشار خواهان تغییر مدیریت این خبرگزاری شدند که در نهایت نیز به خواسته خود رسیدند و اسرافیل عبادتی به عنوان مدیرعامل جدید ایلنا از سوی اعضای هیئت مدیره آن معرفی شد. خبرگزاری کار ایران که در زمان مسوولیت حیدری و فاضل بسیار بی پروا عمل می‌کرد در زمان حضور عبادتی به عنوان مدیرعامل خبرگزاری ترجیح داد فتیله فعالیت‌های خود را اندکی پایین بکشد تا از گزند انتقادهای دستگاه‌ها ذی‌ربط در امان بماند.
البته خبرگزاری ایلنا علاوه بر مطالب سیاسی در پوشش اخبار و رویدادهای هنری همچون تعطیلی خانه سینما در دوران احمدی‌نژاد و پوشش اعتراضات صنوف سینمایی نقش پررنگی داشت یکی از جنجالی‌ترین مطالب مصاحبه علی زادمهر خبرنگار ایلنا با جواد شمقدری دربارهٔ اصغر فرهادی و جایزه اسکار بود
خبرگزاری ایلنا همواره یکی از رسانه‌های تأثیرگذار در عرصه رسانه‌ای کشور محسوب می‌شده است و با نزدیک شدن به زمان برگزاری انتخابات ریاست جمهوری معلوم نیست که می‌خواهد رویه فعلی خود را ادامه دهد یا مانند سال‌های گذشته رویه‌ای انتقادی را در دستور کار خود قرار دهد.